# Micruropus mozi
Micruropus mozi is een vlokreeftensoort uit de familie van de Micruropodidae. De wetenschappelijke naam van de soort is voor het eerst geldig gepubliceerd in 1945 door Bazikalova.